# ارمناز
ارمناز (به عربی: أرمناز) یک منطقهٔ مسکونی در سوریه است که در شهرستان حارم واقع شده‌است.

## خصوصیات
ارمناز ۱۰٬۲۹۶ نفر جمعیت دارد و ۳۴۰ متر بالاتر از سطح دریا واقع شده‌است.